# Strijkkwartet nr. 12 (Holmboe)
Vagn Holmboe voltooide zijn Strijkkwartet nr. 12  in 1973. 
Holmboe liet zich voor dit werk weer inspireren door Bela Bartók. Het kent de vijfdelige opzet die die Hongaarse componist ook gebruikte, waarbij het middelste deel als middelpunt van de compositie geldt. De delen 1 en 5 horen bij elkaar, net als de delen 2 en 4. Deel 1, Allegro robusto is een combinatie van dissonantie en techniek opent het werk. De lange lijnen verschijnen in deel 2, Andante cantabile, waarin een motief uit cellopartij hier terug te vinden is in de eerste viool. Deel 3, Allegro vivace, betekent een terugkeer naar technische vaardigheid met zeer snelle triolen. Het korte en melodieuze deel 4, Adagio e tranquillo, vormt de inleiding tot de snelle finale, deel 5 Allegro con fuoco. Het werk wordt afgesloten door de dissonanten en lijnen van de opening van deel 1.  
Het werk ging in première op 19 november 1973; het Kopenhagen Strijkkwartet was de uitvoerende in Hillerød.
Bij de uitgave voor Dacapo Records in 1998 werd vermeld dat de strijkkwartetten na die van Carl Nielsen gezien werden als belangrijke strijkkwartetten binnen de Deense klassieke muziek. Desalniettemin bleven die opnemen zeker tot 2020 de enige opnamen. 
Strijkkwartet nr. 1 · Strijkkwartet nr. 2 · Strijkkwartet nr. 3 · Strijkkwartet nr. 4 · Strijkkwartet nr. 5 · Strijkkwartet nr. 6 · Strijkkwartet nr. 7 · Strijkkwartet nr. 8 · Strijkkwartet nr. 9 · Strijkkwartet nr. 10 · Strijkkwartet nr. 11 · Strijkkwartet nr. 12 · Strijkkwartet nr. 13 · Strijkkwartet nr. 14 · Strijkkwartet nr. 15 · Strijkkwartet nr. 16 · Strijkkwartet nr. 17 · Strijkkwartet nr. 18 · Strijkkwartet nr. 19 · Strijkkwartet nr. 20
Ongenummerd: Sværm · Quartetto sereno